# Феличе Скандоне
«Феличе Скандоне» (итал. S.S. Felice Scandone) — итальянский профессиональный баскетбольный клуб из города Авеллино, основанный в 1948 году. Выступает в итальянской Серии B.

## Достижения
Кубок Италии
- Обладатель: 2008
- Серебряный призёр: 2016

## Предыдущие названия
Ранее клуб носил названия:
- Паста Баронио (1996—1997)
- Чирио (1997—1998)
- Селект (1998—1999)
- Никороли (1999)
- Де Вициа (1999—2000)
- Скандоне Авеллино (2000—2001)
- Де Вициа Скандоне (2001—2002)
- Эйр (с 2002 года)